# Phyllachora henningsii
Phyllachora henningsii är en svampart som beskrevs av Sacc. & P. Syd. 1899. Phyllachora henningsii ingår i släktet Phyllachora och familjen Phyllachoraceae.   Inga underarter finns listade i Catalogue of Life.